# Liste der Kulturdenkmale in Neugersdorf (M–Z)
In der Liste der Kulturdenkmale in Neugersdorf (M–Z) sind sämtliche Kulturdenkmale des Ortsteils  Neugersdorf der sächsischen Stadt Ebersbach-Neugersdorf verzeichnet, die bis September 2024 vom Landesamt für Denkmalpflege Sachsen erfasst wurden (ohne archäologische Kulturdenkmale). Die Anmerkungen sind zu beachten.
Diese Liste ist eine Teilliste der Liste der Kulturdenkmale in Ebersbach-Neugersdorf.

## Liste der Kulturdenkmale in Neugersdorf (M–Z)
| Bild                                    | Bezeichnung | Lage                                            | Datierung                                                                   | Beschreibung | ID       |
| --------------------------------------- | --- | ----------------------------------------------- | --------------------------------------------------------------------------- | --- | -------- |
| Direkt Bild zu diesem Denkmal hochladen | Erker eines Wohnhauses | Martin-Luther-Straße 1 (Karte)                  | Um 1905                                                                     | Holz, aufwendig behandelt, mit Farbglasfenstern und Baumeisterzeichen (Medaille), künstlerisch-handwerklich von Bedeutung | 09226809 |
| Direkt Bild zu diesem Denkmal hochladen | Wohnhaus (Umgebinde) | Martin-Luther-Straße 22 (Karte)                 | 2. Hälfte 19. Jahrhundert                                                   | Doppelstubenhaus, Obergeschoss Fachwerk, baugeschichtlich und straßenbildprägend von Bedeutung, doppelte Blockstube, balusterartige Umgebindesäulen, Türstock und Eingangsfenstergewände aus Sandstein, Korbbogen, Oberstock verschiefert, Krüppelwalmdach, Dachhäuschen | 09226753 |
| Weitere Bilder                          | Rote Mühle; Mühlerwohnhaus | Mühlgasse 12 (Karte)                            | Bezeichnet mit 1804 (Türsturz)                                              | Klinkerbau, baugeschichtlich und ortsgeschichtlich von Bedeutung. Zweigeschossig, Klinker, Sandsteingewände, Schleppgaube, Satteldach, Mühltechnik nicht mehr erhalten, verändert. | 09226665 |
| Weitere Bilder                          | Wohnhaus (Umgebinde) | Neueibauer Straße 1 (Karte)                     | Bezeichnet mit 1886 (Türsturz), Kern womöglich älter                        | Obergeschoss Fachwerk, baugeschichtlich und straßenbildprägend von Bedeutung, Türstock und Eingangsfenstergewände aus Granit, Fensterbekleidungen zum Teil mit Giebel, Fenster zum Teil erneuert, Oberstock Fachwerk verschiefert, Giebel verkleidet bzw. verschiefert, Dachhecht, Satteldach, verändert | 09226728 |
| Weitere Bilder                          | Wohnhaus (Umgebinde) | Neueibauer Straße 5 (Karte)                     | 2. Hälfte 19. Jahrhundert                                                   | Doppelstubenhaus, Obergeschoss Fachwerk, verschiefert, originale Haustür, baugeschichtlich von Bedeutung, Krüppelwalmdach | 09303530 |
| Weitere Bilder                          | Wohnhaus (Umgebinde) | Neueibauer Straße 7 (Karte)                     | 1882                                                                        | Eingeschossiges Doppelstubenhaus, baugeschichtlich und sozialgeschichtlich von Bedeutung, eingeschossig, doppelte Blockstube, Türstock aus Granit, Rückseite massiv, Frackdach | 09226872 |
|                                         | Wohnhaus (Umgebinde) | Neuwalder Straße 30 (Karte)                     | Ende 19. Jahrhundert                                                        | Eingeschossiges Doppelstubenhaus mit Drempel, baugeschichtlich und sozialgeschichtlich von Bedeutung, doppelte Blockstube, Eingang massiv, Drempelgeschoss verbrettert, Giebel verschiefert, weiter Dachüberstand, Holzzierknaggen, Satteldach | 09226828 |
|                                         | Wohnhaus | Neuwalder Straße 39 (Karte)                     | 1934 (Auskunft)                                                             | Eingeschossiges Holzhaus mit Pagodendach, singulär, baugeschichtlich von Bedeutung, Klinkersockel, verbrettert, Dachhaus mit Welscher Haube, Pagodendach, Windfang durchfenstert mit balusterartigen Säulen | 09226669 |
| Weitere Bilder                          | Maschinenhalle einer ehemaligen Textilfabrik | Nordstraße 6 (Karte)                            | Um 1900                                                                     | Massiv, mit Klinker verziert, Mansarddach, baugeschichtlich und industriegeschichtlich von Bedeutung, Fenster erneuert | 09226868 |
| Weitere Bilder                          | Ehemaliges Wohnstallhaus (Umgebinde) | Nordstraße 9 (Karte)                            | Mitte 19. Jahrhundert                                                       | Obergeschoss Fachwerk, baugeschichtlich von Bedeutung, Umgebinde zum Teil verputzt, Oberstock verbrettert, Krüppelwalmdach, Anbau mit Schleppdach, verändert | 09226860 |
| Weitere Bilder                          | Wohnhaus (Umgebinde) | Nordstraße 11 (Karte)                           | Mitte 19. Jahrhundert                                                       | Eingeschossiges Doppelstubenhaus, baugeschichtlich, sozialgeschichtlich und straßenbildprägend von Bedeutung, doppelte Blockstube, Eingang massiv, eingeschossig, Dachhäuschen, abgeschlepptes Krüppelwalmdach mit weitem Dachüberstand, ehemals integrierte Scheune mit Sanierung des Daches abgetragen, heute Satteldach | 09226858 |
| Weitere Bilder                          | Wohnhaus (Umgebinde) und angebaute Maschinenfabrik | Nordstraße 26 (Karte)                           | Um 1850 (Wohnhaus); um 1900 (Fabrikgebäude)                                 | Wohnhaus eingeschossig, angebautes Fabrikgebäude verputzt, mit großen Metallfenstern, Satteldach mit Dreiecksgiebel, dort vier Okuli, baugeschichtlich und ortsgeschichtlich von Bedeutung, Wohnhaus links: 3/2 Joche, Maschinenfabrik: zweigeschossiger Putzbau über winkligem Grundriss, mit großen Metallfenstern, Satteldach mit großem Dreiecksgiebel, dort und am Giebel je vier Ochsenaugen | 09303532 |
| Weitere Bilder                          | Wohnhaus (Umgebinde) | Nordstraße 30 (Karte)                           | Mitte 19. Jahrhundert                                                       | Eingeschossiges Doppelstubenhaus, baugeschichtlich und sozialgeschichtlich von Bedeutung, Eingang verbrettert, eingeschossig, Giebel verschiefert, Dachhäuschen, abgeschlepptes Satteldach mit weitem Dachüberstand, verändert | 09226861 |
| Weitere Bilder                          | Wohnhaus (Umgebinde) | Nordstraße 36 (Karte)                           | 1. Hälfte 19. Jahrhundert                                                   | Eingeschossig, baugeschichtlich und sozialgeschichtlich von Bedeutung, Dachhäuschen, Satteldach | 09226859 |
| Weitere Bilder                          | Wohnhaus (Umgebinde) | Nordstraße 38 (Karte)                           | Um 1800                                                                     | Doppelstubenhaus, Obergeschoss Fachwerk, baugeschichtlich und sozialgeschichtlich von Bedeutung, doppelte Blockstube, balusterartige Umgebindesäulen, Eingang massiv, Oberstock verschiefert, breiter, mittiger Dacherker, Dachhäuschen, Satteldach, verändert | 09226857 |
| Direkt Bild zu diesem Denkmal hochladen | Wohnhaus (Umgebinde), ohne Anbau | Oberer Grenzweg 6 (Karte)                       | Ende 19. Jahrhundert                                                        | Eingeschossiges Doppelstubenhaus mit Drempel, baugeschichtlich und sozialgeschichtlich von Bedeutung, doppelte Blockstube, geschweifte Fensterbekleidungen, Drempelgeschoss verkleidet, Dachhäuschen, Krüppelwalmdach, Windfang | 09226601 |
| Direkt Bild zu diesem Denkmal hochladen | Wohnhaus mit Anbau und Einfriedung | Pestalozzistraße 1 (Karte)                      | 1897 (Auskunft)                                                             | Ehemaliges Schuldirektorenhaus, Anbau ehemalige Druckerei, Klinkerbau mit Sandsteinzierelementen, bildet Ensemble mit Pestalozzischule, baugeschichtlich und ortsgeschichtlich von Bedeutung, Frontispiz, zwei Dachhäuschen, Krüppelwalmdach, Ladeneinbau alt | 09226794 |
| Direkt Bild zu diesem Denkmal hochladen | Pestalozzischule; Schulgebäude mit Turnhalle | Pestalozzistraße 2 (Karte)                      | Bezeichnet mit 1897 (Wetterfahne)                                           | Klinkerbau mit Sandstein- und Holzzierelementen, rustizierter Sockel, bildet Ensemble mit Pestalozzistraße 1, baugeschichtlich und ortsgeschichtlich von Bedeutung, Holzzierelemente an der Turnhalle | 09226793 |
| Direkt Bild zu diesem Denkmal hochladen | Wohnhaus mit Einfriedung | Pestalozzistraße 6 (Karte)                      | Um 1930                                                                     | Zeittypischer Putzbau, baugeschichtlich von Bedeutung, massiv, zweigeschossig, Sockel mit Klinker, Windfang und eingeschossige Auslucht mit gleichem konkav gewölbten Dach, Dachhäuschen, Walmdach, Tür original | 09226760 |
| Direkt Bild zu diesem Denkmal hochladen | Wohnhaus (Umgebinde) | Pestalozzistraße 14 (Karte)                     | Um 1900                                                                     | Eingeschossiges Doppelstubenhaus mit Drempel, Beispiel der späten Holzbauweise, baugeschichtlich von Bedeutung, doppelte Blockstube, Türstock und Eingangsfenster aus Naturstein, Tür original, Drempelgeschoss verbrettert mit verziertem Schnitzwerk, Fenster zum Teil neu, breiter, massiver Dacherker mit Holzzierelementen im Giebel, Satteldach | 09226759 |
| Direkt Bild zu diesem Denkmal hochladen | Wohnhaus (Umgebinde) | Querstraße 1 (Karte)                            | Nach 1900                                                                   | Eingeschossiges Doppelstubenhaus mit Drempel, trotz Veränderungen typisches Beispiel später hiesiger Umgebinde-Architektur, baugeschichtlich von Bedeutung, eingeschossig, mit Drempel, Giebel verkleidet, doppelte Blockstube, zwei alte Blitzableiter, Giebelfenster vergrößert | 09274971 |
| Direkt Bild zu diesem Denkmal hochladen | Wohnhaus mit Einfriedung | Rathenaustraße (Neugersdorf) 3 (Karte)          | Bezeichnet mit 1898                                                         | Putzbau mit Putzgliederung, baugeschichtlich von Bedeutung, massiv, zweigeschossig, profiliertes Gurtgesims und Fenstergewände, hölzernes Dachhäuschen, Holzzierelemente am Giebel, Mansarddach, Windfang, Erker mit Verdachungen | 09226773 |
| Direkt Bild zu diesem Denkmal hochladen | Wohnhaus mit Einfriedung | Rathenaustraße (Neugersdorf) 5 (Karte)          | Ende 19. Jahrhundert                                                        | Putzbau mit Putzgliederung, baugeschichtlich von Bedeutung, massiv, zweigeschossig, schlichte Putzgliederung, Frontispiz, Gurtgesims, Fensterverdachungen im Obergeschoss, Krüppelwalmdach | 09226776 |
| Direkt Bild zu diesem Denkmal hochladen | Wohnhaus (Umgebinde) | Rathenaustraße (Neugersdorf) 7 (Karte)          | Ende 19. Jahrhundert                                                        | Eingeschossiges Doppelstubenhaus mit Drempel, Beispiel der späten Holzbauweise, baugeschichtlich von Bedeutung, doppelte Blockstube, Drempelgeschoss mit Schmuckfachwerk, breiter, mittiger Dacherker, Satteldach, Tür original | 09226777 |
| Direkt Bild zu diesem Denkmal hochladen | Wohnhaus (Umgebinde) mit Einfriedung | Rathenaustraße (Neugersdorf) 8 (Karte)          | Um 1850                                                                     | Doppelstubenhaus, Obergeschoss Fachwerk, baugeschichtlich und straßenbildprägend von Bedeutung, doppelte Blockstube, Oberstock verschiefert, Dachhecht, Satteldach | 09226775 |
| Direkt Bild zu diesem Denkmal hochladen | Wohnhaus (Umgebinde) | Reuterstraße 1 (Karte)                          | Um 1900                                                                     | Eingeschossiges Doppelstubenhaus mit Drempel, Beispiel der späten Holzbauweise, baugeschichtlich von Bedeutung, eingeschossig, doppelte Blockstube, Türstock aus Granit, Fenster erneuert, Drempelgeschoss und Giebel verkleidet, mittiger, breiter Dacherker, Satteldach | 09226555 |
|                                         | Wohnhaus (Umgebinde) | Richard-Wagner-Straße 2 (Karte)                 | 1. Hälfte 19. Jahrhundert                                                   | Eingeschossiges Doppelstubenhaus, baugeschichtlich und sozialgeschichtlich von Bedeutung, doppelte Blockstube, eingeschossig, Eingangsbereich und Giebel verbrettert, Dachhäuschen, Satteldach, Fenster zum Teil erneuert | 09226770 |
| Direkt Bild zu diesem Denkmal hochladen | Wohnhaus (Umgebinde) | Ritterstraße 2 (Karte)                          | Nach 1900                                                                   | Eingeschossiges Doppelstubenhaus mit Drempel, typisches Beispiel für die einfache späte regionale Holzbauweise, baugeschichtlich von Bedeutung, eineinhalbgeschossig, Dachhaus über Eingang, Umgebinde und Blockstube verschalt | 09274347 |
| Direkt Bild zu diesem Denkmal hochladen | Wohnhaus (Umgebinde) | Ritterstraße 4 (Karte)                          | 2. Hälfte 19. Jahrhundert                                                   | Doppelstubenhaus, Obergeschoss Fachwerk, späteres Beispiel der ländlichen Holzbauweise, baugeschichtlich von Bedeutung, Obergeschoss und Giebel Fachwerk verschalt, Hechtgaupe, Umgebinde und Blockstube verschalt, altes Türblatt | 09273853 |
| Direkt Bild zu diesem Denkmal hochladen | Wohnhaus (Umgebinde) | Ritterstraße 7 (Karte)                          | Nach 1900                                                                   | Eingeschossiges Doppelstubenhaus mit Drempel, Beispiel der späten Holzbauweise, baugeschichtlich von Bedeutung, eineinhalbgeschossig, Umgebinde-Ständer profiliert, zum Teil noch alte Blockstube | 09273807 |
| Weitere Bilder                          | Wohnhaus (Umgebinde) | Roseggerstraße 1 (Karte)                        | Bezeichnet mit 1829                                                         | Eingeschossig, baugeschichtlich und sozialgeschichtlich von Bedeutung, Krüppelwalmdach mit Hechtgaupe, altes profiliertes Umgebinde unverschalt wie auch Blockstube, Giebel ornamental verschiefert, Türgewände mit Schlussstein, Ladeneinbau Giebelseite, zwei alte Blitzableiter | 09274988 |
| Weitere Bilder                          | Wohnhaus (Umgebinde) | Roseggerstraße 4 (Karte)                        | Ende 19. Jahrhundert                                                        | Eingeschossiges Doppelstubenhaus mit Drempel, baugeschichtlich und sozialgeschichtlich von Bedeutung, doppelte Blockstube, Türstock und Eingangsfenstergewände aus Naturstein, Fenster erneuert, Drempelgeschoss verschiefert, breiter, mittiger Dacherker, Satteldach | 09226721 |
| Weitere Bilder                          | Wohnhaus (Umgebinde) | Roseggerstraße 6 (Karte)                        | Bezeichnet mit 1894                                                         | Eingeschossiges Doppelstubenhaus mit Drempel, baugeschichtlich und straßenbildprägend von Bedeutung, doppelte Blockstube, Türstock und Eingangsfenstergewände aus Granit, Fenster zum Teil erneuert, Drempelgeschoss und Giebel verschiefert, breiter, mittiger Dacherker, Dachhäuschen, Satteldach, Holzzierelemente, Blitzableiter | 09226720 |
| Weitere Bilder                          | Wohnhaus (Umgebinde) | Roseggerstraße 7 (Karte)                        | Nach 1900                                                                   | Eingeschossiges Doppelstubenhaus mit Drempel, Beispiel der späten Holzbauweise, baugeschichtlich von Bedeutung, eingeschossig, mit verbrettertem Drempel, Dachhäuschen über Eingang, massive Anbauten | 09274987 |
| Weitere Bilder                          | Wohnhaus (Umgebinde) | Roseggerstraße 8 (Karte)                        | Nach 1900                                                                   | Eingeschossiges Doppelstubenhaus mit Drempel, Beispiel der späten Holzbauweise, baugeschichtlich von Bedeutung, eingeschossig, mit Drempel, doppelte Blockstube, Umgebinde und Blockstube verschalt | 09274986 |
| Weitere Bilder                          | Wohnhaus (Umgebinde), mit Anbau | Roseggerstraße 10 (Karte)                       | Nach 1900                                                                   | Eingeschossiges Doppelstubenhaus mit Drempel, Beispiel der späten Holzbauweise, dominantes Dachhaus mit Anklang an den sogenannten Schweizerstil, baugeschichtlich von Bedeutung, eingeschossig, mit verkleidetem Drempel (Quader-"Rustica"), doppelte Blockstube, Umgebinde und Blockstube verkleidet | 09274985 |
| Weitere Bilder                          | Wohnhaus (Umgebinde) | Roseggerstraße 11 (Karte)                       | Ende 19. Jahrhundert                                                        | Eingeschossiges Doppelstubenhaus mit Drempel, baugeschichtlich und sozialgeschichtlich von Bedeutung, doppelte Blockstube, Eingang massiv, Natursteinsockel, konsolenartige Fensterbekeidungen, Fenster zum Teil erneuert, Drempelgeschoss verschiefert, breiter, mittiger Dacherker, Satteldach, verändert | 09226718 |
| Weitere Bilder                          | Wohnhaus (Umgebinde) | Rudolf-Breitscheid-Straße 4 (Karte)             | Bezeichnet mit 1788 (Schlussstein)                                          | Obergeschoss Fachwerk, Geburtshaus des Organisten Johann Gottlieb Schneider (1797–1856), baugeschichtlich und ortsgeschichtlich von Bedeutung, links vom Eingang massiv, Fenster, Rahmen und Türstock original erhalten, Korbbogenportal, Oberstock und Giebel verschiefert, Stockwerkgliederung durch verschiedenfarbigen Schiefer, Satteldach | 09226550 |
| Weitere Bilder                          | Kirche (mit Ausstattung), Kirchhof und Einfriedung, mit dem Schöbelschen Grufthaus, einer Grabanlage und 13 Grabmalen an der südlichen Kirchenwand            | Rudolf-Breitscheid-Straße 5 (Karte)             | 1735–1738 (Kirche); 18.–19. Jahrhundert (Grabdenkmale); um 1725 (Grufthaus) | Barocke Saalkirche mit neogotischem Turm, baugeschichtlich und ortsgeschichtlich von Bedeutung. Stattliche Saalkirche von 1738, wesentliche Teile der Inneneinrichtung von 1753. Im 19. Jahrhundert zahlreiche Veränderungen: neugotischer Turm von Carl August Schramm 1853–55, Erhöhung 1872. Sakristeierweiterung und farbliche Neugestaltung des Inneren 1898. Verputzter Bruchsteinbau mit geradem Ostschluss und Satteldach. Der schlichte Baukörper besitzt Flachbogenfenster mit Schlusssteinen und Kämpfern. Eingezogener Westturm auf rechteckigem Grundriss. Oktogonales Glockengeschoss mit Dreiecksgiebeln und abschließendem Zeltdach. Rundbogenportal zwischen Strebepfeilern an der Turmwestseite. Weiter, flachgedeckter Saal mit von geschnitzten Kartuschen umgebenem Plafond, darin Darstellung der Dreifaltigkeit von Gottlieb Christian Michael, 1753. Umlaufende Emporen auf gebauchten Pfeilern, an der Nord- und Südseite dreigeschossig, die Empore im Osten von 1816. Orgelempore auf Eisensäulen, datiert 1883. Von den ehemals umfangreichen Brüstungensmalereien nur noch die der unteren Emporen erhalten: Darstellungen aus Altem und Neuen Testament, Arbeit von Gottlieb Christian Michael, Johann Christoph Neumann und Johann Christoph Hoffmann, 1753. Einer der aufwendigsten Kanzelaltäre der Lausitz, seine reiche marmorimitierenden Fassung und die reiche Profilierung in beachtlicher Qualität, 1753 von Christoph und Zacharias Herzog errichtet, mit späteren Ergänzungen. Altartisch in schweren Empireformen, datiert 1796, darüber Kanzel mit reich profiliertem und geschweiftem Korb, datiert 1816. Seitlich je eine Säule und ein übereck gestellter Pfeiler mit Pilastern, daneben auf Konsolen die lebensgroßen Holzfiguren des Petrus und Paulus, 1798–1800. Auf dem stark verkröpften Gesims drei vergoldete Engel, der mittlere mit den Gesetzestafeln, abschließend Gottvater und ein Kruzifix. – Die hölzerne, reich profilierte Taufe, Mitte 18. Jahrhundert, die farbliche Fassung von 1898. – Orgel von Karl Eduard Jehmlich, 1883, 1938 umgebaut. Auf dem Friedhof die Schöbelsche Gruft, um 1725. Reizvoller Sandsteinbau auf quadratischem Grundriss. Korbbogentor mit seitlichen Pilastern, der Schlussstein mit Kartusche, bezeichnet J. C. S., darüber Kinderfigur. Die Ecken durch toskanische Pfeiler mit verkröpftem Gebälk betont. Auf der Rückseite Eingang zur unterirdischen Gruft. Im Innern auf Eckpfeilern sitzendes Kreuzrippengewölbe mit Blütengehängen. Kirche: stattlicher Saalbau mit Flachdecke, 1853–1855 Turm im neugotischen Stil, bedeutender Kanzelaltar Grufthaus um 1725: Sandsteinbau auf quadratischem Grundriss, Korbbogentor mit seitlichen Pilastern, Schlussstein mit Kartusche, bezeichnet J.C.S., zwei barocke und elf klassizistische Grabmale an der südlichen Kirchenwand, zum Teil angewittert, Grabanlage der Familien Holfeld/Herzog mit schmiedeeiserner Einfriedung | 09226551 |
| Direkt Bild zu diesem Denkmal hochladen | Alter Friedhof mit südlichem Torzugang, westlicher und östlicher Einfriedungsmauer sowie sechs Grabmalen an der westlichen Mauer, heute Parkanlage mit Alleen | Rudolf-Breitscheid-Straße 5 (gegenüber) (Karte) | Mitte 18. Jahrhundert (Erbauung Friedhof)                                   | Bis 1905 Friedhof, dann Umgestaltung zum Park, landschaftsgestaltend, städtebaulich und ortsgeschichtlich von Bedeutung, der Friedhof wurde Mitte des 18. Jahrhunderts angelegt und 1905 zur Parkanlage umgebaut, Grabmale der Familien Klippel (2), Neumann, Schmidt, Halang/Dießner und Güttler, Ende 19. Jahrhundert/Anfang 20. Jahrhundert | 09226552 |
| Weitere Bilder                          | Wohnhaus (Umgebinde) | Rudolf-Breitscheid-Straße 6 (Karte)             | 18. Jahrhundert                                                             | Obergeschoss Fachwerk, wissenschaftlich-dokumentarischer Wert, weitgehend unverändert erhalten, baugeschichtlich, hausgeschichtlich und sozialgeschichtlich von Bedeutung, Umgebindekonstruktion mit schrägen Knaggen, Fenster im Erdgeschoss nicht axial eingesetzt, Fenster erneuert, zum Teil vergrößert, Eingang und links davon massiv, Oberstock verbrettert, Giebel mit Fachwerk, sehr steiles Satteldach, alte Blitzableiter | 09226549 |
| Weitere Bilder                          | Pfarrhaus, ohne Vorbau | Rudolf-Breitscheid-Straße 7 (Karte)             | 1. Hälfte 19. Jahrhundert                                                   | Obergeschoss Fachwerk, baugeschichtlich und ortsgeschichtlich von Bedeutung, zweigeschossig, Türstock profiliert, Obergeschoss verbrettert, Fledermausgauben, Krüppelwalmdach | 09226599 |
| Direkt Bild zu diesem Denkmal hochladen | Knabenschule | Rudolf-Breitscheid-Straße 9 (Karte)             | 1. Hälfte 19. Jahrhundert                                                   | Eingeschossig mit Mansarddach, baugeschichtlich und ortsgeschichtlich von Bedeutung, massiv, eingeschossig, Sandsteingewände, Rundbogen, Dachhäuschen, Mansarddach mit Schopf, Rückseite verändert | 09226663 |
| Direkt Bild zu diesem Denkmal hochladen | Wohnstallhaus | Rudolf-Breitscheid-Straße 19 (Karte)            | Bezeichnet mit 1788                                                         | Obergeschoss Fachwerk verkleidet, baugeschichtlich von Bedeutung, zweigeschossig, Korbbogenportal, Freitreppe, Obergeschoss verändert, Krüppelwalmdach, Rückseite verändert | 09226664 |
| Weitere Bilder                          | Wohnhaus (Umgebinde) | Rudolf-Breitscheid-Straße 20 (Karte)            | Mitte 19. Jahrhundert                                                       | Doppelstubenhaus, Obergeschoss Fachwerk, baugeschichtlich von Bedeutung, doppelte Blockstube, Ecksäulen mit Felderung, Türstock und Eingangsfenstergewände aus Naturstein, Fenster erneuert, Oberstock Fachwerk verkleidet, Krüppelwalmdach | 09226546 |
|                                         | Wohnhaus (Umgebinde) | Rudolf-Breitscheid-Straße 24 (Karte)            | Um 1850                                                                     | Doppelstubenhaus, Obergeschoss Fachwerk, baugeschichtlich von Bedeutung, Umgebinde rechts 3/5 Joche, Umgebinde und Blockstube verschalt, Obergeschoss und Giebel Fachwerk, verbrettert, an der Längsseite verschiefert, Krüppelwalmdach, neue Biberschwanzdeckung, Fenster zum Teil verändert | 09226548 |
| Direkt Bild zu diesem Denkmal hochladen | Wohnhaus | Rudolf-Breitscheid-Straße 24a (Karte)           | Um 1850                                                                     | Obergeschoss Fachwerk, bis auf Erdgeschoss weitgehend im ursprünglichen Aussehen erhalten, baugeschichtlich von Bedeutung, Krüppelwalmdach, Obergeschoss und Giebel Fachwerk, zum Teil ornamental verbrettert (Quaderung), ursprünglich erfasst unter Nummer 22 | 09226774 |
| Weitere Bilder                          | Wohnhaus (Umgebinde), Treppenanlage und umgebende Stützmauer                                                                                                  | Rudolf-Breitscheid-Straße 26 (Karte)            | 1. Hälfte 19. Jahrhundert, eventuell spätere Überformung möglich            | Obergeschoss Fachwerk, baugeschichtlich und straßenbildprägend von Bedeutung, Umgebinde rechts 3/5 Joche, Erdgeschoss teilweise verändert, Obergeschoss und Giebel Fachwerk, wie Blockstube gequadert verbrettert, Ornamentfries, Eckpilaster, Haustürgewände korbbogig, mit Schlussstein und Kämpfer, Krüppelwalmdach, Stützmauer aus Feldsteinen mit profilierter Abdeckplatte, Treppe aus Granit | 09226833 |
| Weitere Bilder                          | Wohnhaus (Umgebinde) und Einfriedung | Rudolf-Breitscheid-Straße 27 (Karte)            | Um 1800                                                                     | Obergeschoss Fachwerk, gut erhaltenes Beispiel für die Volksbauweise, filigrane schmiedeeiserne Einfriedung, war eines der Häuser der Textilfabrikanten Hoffmann, baugeschichtlich und hausgeschichtlich von Bedeutung, Umgebinde links 3/5 Joche, Umgebinde profiliert, Obergeschoss und Giebel verschalt, alte Biberschwanzdeckung, Portalgewände mit Korbbogen, Schlussstein, Kämpfer und altem Türblatt, Fenster weitgehend in ursprünglicher Größe erhalten, Krüppelwalmdach | 09226667 |
| Direkt Bild zu diesem Denkmal hochladen | Wohnhaus (Umgebinde) | Rudolf-Breitscheid-Straße 30a (Karte)           | 1. Hälfte 19. Jahrhundert                                                   | Obergeschoss Fachwerk, baugeschichtlich und sozialgeschichtlich von Bedeutung, Eingang und links davon massiv, Oberstock und Giebel verschiefert, Satteldach | 09226693 |
| Weitere Bilder                          | Rößler's Ballsaal; Gasthof (Umgebinde) und Ballsaal | Rudolf-Breitscheid-Straße 32 (Karte)            | 1. Hälfte 19. Jahrhundert (Gasthof); 1884 (Saal)                            | Doppelstubenhaus, Obergeschoss Fachwerk, Ballsaal massiver Anbau, baugeschichtlich und ortsgeschichtlich von Bedeutung, Gasthof: doppelte Blockstube, Obergeschoss verkleidet, Dachhecht, Krüppelwalmdach, Fenster erneuert, Ballsaal massiv, eingeschossig, Frackdach | 09226692 |
| Weitere Bilder                          | Wohnhaus (Umgebinde) | Rudolf-Breitscheid-Straße 33 (Karte)            | Bezeichnet mit 1849 (Türsturz)                                              | Obergeschoss Fachwerk, baugeschichtlich und straßenbildprägend von Bedeutung, Oberstock verbrettert, Giebelseite mit Fachwerk, Fledermausgauben, Krüppelwalmdach, Fenster erneuert, Türstock und Eingangsfenstergewände aus Naturstein | 09226837 |
| Weitere Bilder                          | Wohnhaus (Umgebinde) | Rudolf-Breitscheid-Straße 35 (Karte)            | 2. Hälfte 19. Jahrhundert                                                   | Obergeschoss Fachwerk, baugeschichtlich und straßenbildprägend von Bedeutung, Obergeschoss Fachwerk, ornamental verbrettert (Lisenen, Ornamentfries, Zahnschnitt), Blockstube verschalt (Quaderung), Fensterrahmenbekrönungen, altes Türblatt, durch Ladeneinbau Erdgeschoss verunstaltet, Dachstuhl erneuert | 09226849 |
| Weitere Bilder                          | Türstock mit Türblatt | Rudolf-Breitscheid-Straße 36 (Karte)            | 2. Hälfte 19. Jahrhundert (Tür); 1920er Jahre (Tür)                         | Türstock Granitgewände mit Schlussstein und stilisierten Palmwedeln, handwerklich von Bedeutung, Türblatt 1920er Jahre | 09274928 |
| Direkt Bild zu diesem Denkmal hochladen | Weberei und Färberei Gebrüder Hoffmann; Wohnhaus und Fabrikflügel                                                                                             | Rudolf-Breitscheid-Straße 37, 37c (Karte)       | Um 1900 (Textilindustrie); um 1860 (Verwaltungsgebäude)                     | Wohnhaus ist wohl Wohn- und Verwaltungsbau der Hoffmanns, spätklassizistische Gestaltung mit drei betonten Mittelachsen und feiner Putzgliederung, Fabrikflügel gelber und roter Klinker, markanter dreiachsiger herausgestellter Turm, ortsgeschichtliche und baugeschichtliche Bedeutung Nummer 37: zweigeschossig mit Drempel, wenig steiles Krüppelwalmdach, Gurtgesims zwischen Erd- und Obergeschoss | 09304141 |
| Direkt Bild zu diesem Denkmal hochladen | Wohnhaus (Umgebinde) | Rudolf-Gärtner-Weg 1 (Karte)                    | 1. Hälfte 19. Jahrhundert                                                   | Obergeschoss Fachwerk, baugeschichtlich von Bedeutung, Oberstock Fachwerk verschiefert, Krüppelwalmdach, Erdgeschoss verändert, neue Fenster | 09226594 |
| Direkt Bild zu diesem Denkmal hochladen | Wohnhaus (Umgebinde) | Rudolf-Gärtner-Weg 3a (Karte)                   | 2. Hälfte 19. Jahrhundert                                                   | Eingeschossig, baugeschichtlich und sozialgeschichtlich von Bedeutung, Umgebinde links 3/3/2 Joche, Umgebinde und Blockstube verschalt, Rautenfries, Zahnschnitt über Eingang | 09274940 |
| Weitere Bilder                          | Wohnhaus (Umgebinde) | Rudolf-Gärtner-Weg 4 (Karte)                    | 1. Hälfte 19. Jahrhundert                                                   | Eingeschossiges Doppelstubenhaus, baugeschichtlich und sozialgeschichtlich von Bedeutung, doppelte Blockstube, eingeschossig, Eingang verbrettert, Giebel verkleidet, abgeschlepptes Satteldach | 09226593 |
| Weitere Bilder                          | Wohnhaus (Umgebinde) | Rudolf-Gärtner-Weg 5 (Karte)                    | 1. Hälfte 19. Jahrhundert                                                   | Eingeschossiges Doppelstubenhaus, baugeschichtlich und sozialgeschichtlich von Bedeutung, doppelte Blockstube, eingeschossig, Giebel verbrettert, Schleppgaube, abgeschlepptes Krüppelwalmdach, Anbau mit Umgebinde, Fenster erneuert, Blitzableiter | 09226591 |
| Weitere Bilder                          | Wohnhaus (Umgebinde) und Handschwengelpumpe | Rudolf-Gärtner-Weg 6 (Karte)                    | 1. Hälfte 19. Jahrhundert                                                   | Eingeschossiges Doppelstubenhaus, baugeschichtlich und sozialgeschichtlich von Bedeutung, doppelte Blockstube, eingeschossig, Steinimitation am Eingang, Giebel verschiefert, Dachhäuschen, Satteldach, reich profilierte Türeinfassung | 09226592 |
| Weitere Bilder                          | Wohnhaus (ehemals Umgebinde), Faktorei | Rudolf-Gärtner-Weg 7 (Karte)                    | 1. Hälfte 19. Jahrhundert                                                   | Baugeschichtlich und straßenbildprägend von Bedeutung, Türstock und Fenstergewände aus Sandstein, reich profilierte Fensterrahmen, Oberstock verbrettert, ornamentierte Spannriegel, Schleppgaube, Dachhäuschen, Krüppelwalmdach, Fenster zum Teil noch original | 09226597 |
| Weitere Bilder                          | Wohnhaus (Umgebinde) | Rudolf-Gärtner-Weg 8 (Karte)                    | Um 1850                                                                     | Eingeschossig, baugeschichtlich und sozialgeschichtlich von Bedeutung, Giebel verschiefert, Dachhäuschen, abgeschlepptes Satteldach mit weitem Dachüberstand, hölzernes Vorhäuschen, Fenster zum Teil erneuert | 09226677 |
| Direkt Bild zu diesem Denkmal hochladen | Wohnhaus (Umgebinde) | Rudolf-Gärtner-Weg 9 (Karte)                    | 1. Hälfte 19. Jahrhundert                                                   | Eingeschossig, baugeschichtlich und sozialgeschichtlich von Bedeutung, Umgebinde links 3/3 Joche, niedriges Umgebinde, alter Baukörper, Umgebinde und Blockstube verschalt, Verschalung und Giebelfenster nicht denkmalgerecht | 09274941 |
| Direkt Bild zu diesem Denkmal hochladen | Wohnhaus | Rudolf-Gärtner-Weg 11 (Karte)                   | Mitte 19. Jahrhundert                                                       | Eingeschossig massiv in Ecklage, baugeschichtlich und sozialgeschichtlich von Bedeutung, Türgewände aus Granit, drei Dachhäuschen, Giebel verschiefert, Satteldach, verändert | 09226612 |
| Weitere Bilder                          | Wohnhaus (Umgebinde) | Rudolf-Gärtner-Weg 12 (Karte)                   | 1. Hälfte 19. Jahrhundert                                                   | Eingeschossiges Doppelstubenhaus, baugeschichtlich und sozialgeschichtlich von Bedeutung, doppelte Blockstube, Eingang massiv, Giebel verschiefert, Dachhäuschen, Frackdach, verändert | 09226615 |
| Direkt Bild zu diesem Denkmal hochladen | Häusleranwesen | Rudolf-Gärtner-Weg 13 (Karte)                   | 1840 (Auskunft)                                                             | Eingeschossiges massives Gebäude, baugeschichtlich und sozialgeschichtlich von Bedeutung, massiv, eingeschossig, Giebel verschiefert, Dachhäuschen, Satteldach, verändert | 09226613 |
| Direkt Bild zu diesem Denkmal hochladen | Wohnhaus (Umgebinde) | Rudolf-Gärtner-Weg 15 (Karte)                   | Mitte 19. Jahrhundert                                                       | Eingeschossiges Doppelstubenhaus mit rückseitig angebautem massiven Wohnhaus, ungewöhnliche architektonische Verbindung, baugeschichtlich und sozialgeschichtlich von Bedeutung, doppelte Blockstube, eingeschossig, Giebel verschiefert, Dachhäuschen, abgeschlepptes Satteldach mit weitem Dachüberstand, Wohnhaus an der Rückseite zweigeschossig, Krüppelwalmdach | 09226614 |
| Weitere Bilder                          | Wohnhaus (Umgebinde) | Rudolf-Gärtner-Weg 16 (Karte)                   | Mitte 19. Jahrhundert                                                       | Eingeschossiges Doppelstubenhaus, baugeschichtlich und sozialgeschichtlich von Bedeutung, straßenbildprägend durch erhöhte Lage, eingeschossig, doppelte Blockstube, Eingang massiv, Umgebinde verkleidet, Dachhäuschen, Satteldach, Fenster erneuert | 09226619 |
| Weitere Bilder                          | Wohnhaus (Umgebinde) | Rudolf-Gärtner-Weg 17 (Karte)                   | Mitte 19. Jahrhundert                                                       | Eingeschossig, baugeschichtlich und sozialgeschichtlich von Bedeutung, Eingang massiv, Giebel verschiefert, Dachhäuschen, Satteldach, Winterfenster erhalten | 09226616 |
| Weitere Bilder                          | Wohnhaus (Umgebinde) | Rudolf-Gärtner-Weg 21 (Karte)                   | 1. Hälfte 19. Jahrhundert                                                   | Eingeschossig, baugeschichtlich und sozialgeschichtlich von Bedeutung, links vom Eingang verbrettert, mit dekorativer Bogenleiste abschließend, Giebel verschiefert, Dachhäuschen, Satteldach, massives Vorhäuschen, zum Teil Fenster erneuert | 09226617 |
| Weitere Bilder                          | Wohnhaus (Umgebinde) | Rudolf-Gärtner-Weg 23 (Karte)                   | Bezeichnet mit 1841                                                         | Obergeschoss Fachwerk, baugeschichtlich und straßenbildprägend von Bedeutung, geschweifte Fensterrahmen, Obergeschoss verkleidet, Giebel verbrettert bzw. verschiefert, Dachhäuschen, Mansarddach mit Schopf, Freitreppe aus Granit | 09226618 |
| Weitere Bilder                          | Wohnhaus (Umgebinde) | Rudolf-Gärtner-Weg 27 (Karte)                   | 1830er Jahre                                                                | Doppelstubenhaus, Obergeschoss Fachwerk, prägnante Ecklage, baugeschichtlich und straßenbildprägend von Bedeutung, doppelte Blockstube, Umgebindesäulen mit Zierleisten, Eingang massiv, Oberstock verkleidet, Krüppelwalmdach, neues massives Vorhäuschen, Fenster erneuert | 09226620 |
|                                         | Fichteschule mit angebauter Turnhalle | Schillerstraße (Neugersdorf) 1 (Karte)          | Anfang 20. Jahrhundert                                                      | Aufwändige historistische Fassade, baugeschichtlich, ortsgeschichtlich und straßenbildprägend von Bedeutung, langgestreckter Bau, dreigeschossig, Fenster mit Vorhangbogenmotiv, geschweifter Knickgiebel, Haupteingang mit Nischenportal | 09226700 |
|                                         | Villa mit Garten und Einfriedung | Schillerstraße (Neugersdorf) 6 (Karte)          | 1904/05                                                                     | Villa in originalem Zustand mit hölzerner Veranda, äußere Wandgliederung etwas dezimiert, baugeschichtlich von Bedeutung, Treppenhaus mit großem Fenster mit Bleiverglasung, Treppengeländer, Stuck mit integrierter Messinglampe, alle Türen | 09300794 |
| Direkt Bild zu diesem Denkmal hochladen | Villa | Schillerstraße (Neugersdorf) 7 (Karte)          | Um 1900                                                                     | Roter Klinkerbau mit Architekturelementen in Putz, baugeschichtlich von Bedeutung, eingeschossiger Klinkerbau, Frontispiz mit geschweiftem Knickgiebel, Dachhäuschen, Mansardwalmdach, Gitter, Zufahrt, Eingangstür und Vordach erhalten | 09226630 |
|                                         | Wohnhaus (Umgebinde) | Seifhennersdorfer Straße 2 (Karte)              | Mitte 19. Jahrhundert                                                       | Obergeschoss Fachwerk, baugeschichtlich und straßenbildprägend von Bedeutung, Obergeschoss verbrettert mit dekorativer Bogenleiste, Giebel verschiefert, Satteldach, verändert | 09226610 |
|                                         | Wohnhaus (Umgebinde) | Seifhennersdorfer Straße 6 (Karte)              | Mitte 19. Jahrhundert                                                       | Eingeschossig, baugeschichtlich und sozialgeschichtlich von Bedeutung, Eingang verkleidet, Giebel verschiefert, Dachhäuschen, Frackdach, verändert | 09226611 |
|                                         | Wohnhaus (Umgebinde) | Seifhennersdorfer Straße 11 (Karte)             | 1. Hälfte 19. Jahrhundert                                                   | Eingeschossig, baugeschichtlich und straßenbildprägend von Bedeutung, Steinsockel, Eingang und rechter Teil massiv, Fenster und Tür original Giebel verbrettert, Dacherker, Krüppelwalmdach | 09226641 |
| Weitere Bilder                          | Bismarckturm | Seifhennersdorfer Straße 14 (Karte)             | Bezeichnet mit 1904                                                         | Baugeschichtlich und ortsgeschichtlich von Bedeutung. Der Neugersdorfer Fabrikant Julius Hoffmann sowie der „Naturwissenschaftliche Verein zu Neugersdorf“ veranlassten 1902 den Bau des Neugersdorfer Bismarckturmes. Julius Hoffmann stiftete hierfür 12.000 Mark, wobei die gesamten Baukosten 20.000 Mark betrugen. Verwendet wurde Sandstein aus den Walthersdorfer Brüchen, Basalt für das Fundament und Ziegel für die Innenverkleidung. Bei Wikipedia heißt es: „Entworfen wurde der Bismarckturm als Aussichtsturm mit Feuerschale vom Baumeister Hermann Mihan aus Neugersdorf, der auch die Bauausführung übernahm.“ Die Urheberschaft eines Neugersdorfer Baumeisters erscheint etwas fragwürdig, sind doch die vielen anderen, stilistisch ähnlichen Bismarcktürme von Wilhelm Kreis entworfen. Vielleicht variierte Mihan Kreissche Vorlagen. | 09226639 |
|                                         | Wohnhaus (Umgebinde) | Seifhennersdorfer Straße 15 (Karte)             | Um 1900                                                                     | Eingeschossiges Doppelstubenhaus mit Drempel, baugeschichtlich und sozialgeschichtlich von Bedeutung, doppelte Blockstube, verzierte Spannriegel, Drempelgeschoss und Giebel verschiefert, Giebeldreieck verbrettert, mittiger, breiter Dacherker, Satteldach, massives Vorhäuschen, Fenster erneuert, verändert | 09226642 |
|                                         | Villa | Seifhennersdorfer Straße 18 (Karte)             | Um 1910                                                                     | Erbaut im Reformstil der Zeit um 1910, baugeschichtlich von Bedeutung, eingeschossig und Dachgeschoss, rustizierter Sockel, Fenstergewände aus Sandstein, ohne Symmetrie, Holzzierelemente, Mansarddach, Fenstergitter, Türen, Fenster zum Teil erneuert | 09226640 |
| Weitere Bilder                          | Wohnhaus (Umgebinde) mit Anbau | Spreegasse 1 (Karte)                            | Ende 19. Jahrhundert                                                        | Eingeschossiges Doppelstubenhaus mit Drempel, baugeschichtlich und sozialgeschichtlich von Bedeutung, doppelte Blockstube, mittiger, breiter Dacherker, Drempelgeschoss und Dacherker mit vermauertem Fachwerk, Giebel und zum Teil Umgebinde verkleidet, zwei Dachhäuschen, Frackdach | 09226689 |
| Direkt Bild zu diesem Denkmal hochladen | Wohnhaus (Umgebinde) | Spreequellstraße 11 (Karte)                     | Ende 19. Jahrhundert                                                        | Eingeschossiges Doppelstubenhaus mit Drempel, baugeschichtlich und sozialgeschichtlich von Bedeutung, doppelte Blockstube, Umgebinde zum Teil erneuert, zum Teil verzierte Fensterbekleidungen, Drempelgeschoss verbrettert, breites, mittiges Dachhäuschen, Satteldach ohne Anbau, Vorhäuschen aus Holz | 09226734 |
| Direkt Bild zu diesem Denkmal hochladen | Schlachthof in allen ursprünglichen Bauten und der alten Pflasterung                                                                                          | Spreequellstraße 13 (Karte)                     | 1902                                                                        | Dabei das Wohnhaus und die Funktionsgebäude, die Fassaden glatt verputzt, die Architekturelemente in rotem Klinker in historistischem Formengut, Architekt Johannes William Roth, belegt als einer der letzten original erhaltenen Schlachthöfe Sachsens deren funktionale und formale Ausformung, deshalb besteht bau-, orts- und industriegeschichtlicher Wert | 09307269 |
| Direkt Bild zu diesem Denkmal hochladen | Wohnhaus (Umgebinde) | Spreequellstraße 23 (Karte)                     | 2. Hälfte 19. Jahrhundert                                                   | Eingeschossiges Doppelstubenhaus, typisches Beispiel der hiesigen späteren Holzbauweise, baugeschichtlich und sozialgeschichtlich von Bedeutung, alte Biberschwanzdeckung | 09274998 |
| Direkt Bild zu diesem Denkmal hochladen | Wohnhaus (Umgebinde) | Straße der Jugend 7 (Karte)                     | Mitte 19. Jahrhundert                                                       | Doppelstubenhaus, Obergeschoss Fachwerk, baugeschichtlich von Bedeutung, doppelte Blockstube, Windfang und Tür original, Fenster erneuert, Oberstock und Giebel Fachwerk, verschiefert, Satteldach | 09226570 |
| Weitere Bilder                          | Wohnhaus (Umgebinde) | Straße der Jugend 10 (Karte)                    | Bezeichnet mit 1815 (Türsturz)                                              | Doppelstubenhaus, Obergeschoss Fachwerk, baugeschichtlich von Bedeutung, doppelte Blockstube, Türstock und Eingangsfenstergewände aus Granit,Schlussstein mit Inschrift, Fenster im Erdgeschoss mit Giebelbekrönung, Fenster zum Teil erneuert, Oberstock und Giebel Fachwerk, verbrettert, Krüppelwalmdach, Blitzableiter | 09226572 |
| Weitere Bilder                          | Wohnhaus (Umgebinde) | Straße der Jugend 15 (Karte)                    | Um 1800                                                                     | Eingeschossig, baugeschichtlich und sozialgeschichtlich von Bedeutung, Eingangsbereich und rechts davon verbrettert, Satteldach, Umgebindesäulen verziert, Tür original, verändert | 09226574 |
| Direkt Bild zu diesem Denkmal hochladen | Mietshaus | Straße der Jugend 19 (Karte)                    | Um 1910                                                                     | Putzbau mit Sandsteinzierelementen und Schmuckfachwerk, baugeschichtlich von Bedeutung, massiv, zweigeschossig, zwei Eckrisalite mit Rundbogenfenster im Erdgeschoss, Schmuckfachwerk im Giebel, reich verzierte Sandsteinfenstergewände, weiter Dachüberstand, Mansarddach mit Schopf | 09226573 |
| Direkt Bild zu diesem Denkmal hochladen | Mietshaus mit Einfriedung | Thomas-Mann-Straße 6 (Karte)                    | Um 1900                                                                     | Putzbau mit Klinker- und Sandsteinverzierungen, baugeschichtlich von Bedeutung, zweigeschossiger Putzbau mit Eckrustizierungen, Frontispiz, Giebel mit Zierfachwerk (Sonnenmotiv), Bleiglasfenster, Holzierelemente, Fenster zum Teil erneuert Gurtgesims, Dachhäuschen, Satteldach | 09226730 |
| Direkt Bild zu diesem Denkmal hochladen | Villa mit Garten und Einfriedung | Thomas-Mann-Straße 13 (Karte)                   | Um 1910                                                                     | Putzbau über unregelmäßigem Grundriss, baugeschichtlich und städtebaulich von Bedeutung, Erker, seitliche Auslucht, reich verzierte Giebel, Farbglasfenster, Fensterläden, Holzzierelemente (Schmuckfachwerk, kleinteilige Biberschwanzdeckung), Tür und Fenster original, Krüppelwalmdach, weitgehend original erhalten | 09226729 |
|                                         | Wohnhaus (Umgebinde) | Thomasgasse 3 (Karte)                           | Ende 19. Jahrhundert                                                        | Eingeschossiges Doppelstubenhaus mit Drempel, baugeschichtlich, sozialgeschichtlich und straßenbildprägend von Bedeutung, doppelte Blockstube, Tür- und Eingangsfenstergewände aus Granit, Fenster erneuert, holzverzierter Ortgang, Drempelgeschoss verschiefert, breiter, mittiger Dacherker mit weitem Dachüberstand, Satteldach | 09226708 |
|                                         | Wohnhaus (Umgebinde) | Thomasgasse 5 (Karte)                           | Ende 19. Jahrhundert                                                        | Eingeschossiges Doppelstubenhaus mit Drempel, baugeschichtlich, sozialgeschichtlich und straßenbildprägend von Bedeutung, doppelte Blockstube, Umgebindekonstruktion verkleidet, Türgewände aus Granit, konsolenartige Fensterbekleidungen, holzverzierter Ortgang, Drempelgeschoss verschiefert, breiter, mittiger Dacherker, Satteldach, Fenster im Giebel verändert | 09226707 |
| Direkt Bild zu diesem Denkmal hochladen | Villa mit Garten und Einfriedung | Uhlandstraße 1 (Karte)                          | 1910er Jahre                                                                | Mächtiger Putzbau mit Jugendstilelementen, singulär im Ort, baugeschichtlich und baukünstlerisch von Bedeutung, Erker, Loggia, Mansarddach mit Dachaufbauten, Fenster erhalten, kannelierte Säulen mit ausgeprägter Entasis, teilweise verändert | 09226731 |
|                                         | Villa mit Sonnenuhr | Uhlandstraße 3 (Karte)                          | Um 1900                                                                     | Putzbau mit Schmuckfachwerk, baugeschichtlich von Bedeutung, Holzzierelemente, Auslucht, Balkon, hölzerner Vorbau am Eingang, Fenster mit reichem floralen Relief, bemaltes Fachwerk, farbige Bleiglasfenster, Satteldach, Sonnenuhr TD | 09226732 |
| Weitere Bilder                          | Wohnhaus (Umgebinde) | Unterer Grenzweg 8 (Karte)                      | Um 1800                                                                     | Eingeschossig, baugeschichtlich und sozialgeschichtlich von Bedeutung, Verbretterung des Giebels mit Kerbung, Blockstube eckverkämmt, alte Verschieferung | 09274935 |
| Weitere Bilder                          | Wohnhaus (Umgebinde) | Unterer Grenzweg 9 (Karte)                      | 1. Hälfte 19. Jahrhundert, Kern wahrscheinlich älter                        | Obergeschoss Fachwerk, Relikt der Holzbauweise, baugeschichtlich von Bedeutung, Erdgeschoss teilweise massiv verändert, profiliertes Gesims, alte Umgebinde- und Blockstuben-Konstruktion, Fenster weitgehend in ursprünglicher Größe erhalten, Obergeschoss und Giebel verbrettert, Satteldach mit Aufschieblingen | 09274936 |
| Weitere Bilder                          | Wohnhaus (Umgebinde) | Unterer Grenzweg 13 (Karte)                     | Ende 19. Jahrhundert                                                        | Eingeschossig mit Drempel, prägnante Ecklage, baugeschichtlich und straßenbildprägend von Bedeutung, Drempelgeschoss und Giebel verschiefert, Dachhäuschen, Satteldach, Anbau, massiv, Drempelgeschoss, zwei mittige, breite Dacherker, Satteldach | 09226691 |
| Direkt Bild zu diesem Denkmal hochladen | Wohnhaus (Umgebinde) | Volksbadstraße 3 (Karte)                        | Ende 19. Jahrhundert                                                        | Obergeschoss Fachwerk, baugeschichtlich und straßenbildprägend von Bedeutung, Umgebinde verkleidet, Bruchsteinmauerwerk, Oberstock Fachwerk verschiefert, Fledermausgauben, Satteldach, Fenster im Umgebinde sitzen nicht axial | 09226682 |
| Direkt Bild zu diesem Denkmal hochladen | Wohnhaus (Umgebinde) mit integrierter Scheune | Volksbadstraße 7 (Karte)                        | Um 1800                                                                     | Doppelstubenhaus, Obergeschoss Fachwerk, baugeschichtlich von Bedeutung, doppelte Blockstube, umlaufendes Umgebinde, Oberstock und Giebel verbrettert, Frackdach, Eingang verändert, im Giebel querliegendes Fenster | 09226683 |
|                                         | Volksbad; Freibadanlage mit Schwimmbecken, Umkleidekabinen, drei Nebengebäuden und Restaurant                                                                 | Volksbadstraße 15 (Karte)                       | 1927                                                                        | Langgestreckte eingeschossige Pavillons mit Pagodendächern, Anlage weitgehend unverändert erhalten, baugeschichtlich und ortsgeschichtlich von Bedeutung, Restaurant „Volksbad“, oktogonaler Turm, zweigeschossig, Obergeschoss eingezogen | 09226703 |
| Weitere Bilder                          | Spreeborn; Spreequelle mit Einfassung | Volksbadstraße 15 (vor) (Karte)                 | Bezeichnet mit 1888                                                         | Ortsgeschichtlich von Bedeutung | 09303525 |
| Direkt Bild zu diesem Denkmal hochladen | Wandbild „Kraniche“ | Volksbadstraße 24 (Karte)                       | 1961                                                                        | Darstellung stehender und fliegender Kraniche in Sgraffito- bzw. Putzschnitttechnik am Südostgiebel eines Mietshauses, vom Oberlausitzer Maler und Bildhauer Siegfried Schreiber, künstlerisch von Bedeutung. Das künstlerisch bemerkenswerte Wandbild stammt von dem Oberlausitzer Maler und Bildhauer Siegfried Schreiber (1928–1988) und nimmt thematisch Bezug auf das Stadtwappen von Neugersdorf (Kranich). | 09302700 |
| Direkt Bild zu diesem Denkmal hochladen | Wohnhaus (Umgebinde) | Waldstraße 4 (Karte)                            | Mitte 19. Jahrhundert                                                       | Doppelstubenhaus, Obergeschoss Fachwerk, baugeschichtlich von Bedeutung, doppelte Blockstube, Steinimitation, Oberstock verbrettert, Giebel verschiefert, Dachhecht, Krüppelwalmdach, Blitzableiter, Fenster erneuert | 09226766 |
|                                         | Wohnhaus (Umgebinde) | Waldstraße 5 (Karte)                            | Nach 1900                                                                   | Eingeschossiges Doppelstubenhaus mit Drempel, typische Bauweise der späten örtlichen Umgebinde-Architektur, baugeschichtlich von Bedeutung, eingeschossig, mit Drempel (verbrettert), Verbretterung der Giebel mit Anklängen an den sog. Schweizerstil, Fenster Blockstube in originaler Größe | 09274948 |
| Direkt Bild zu diesem Denkmal hochladen | Wohnhaus (Umgebinde) | Waldstraße 6 (Karte)                            | 2. Hälfte 19. Jahrhundert                                                   | Eingeschossiges Doppelstubenhaus, baugeschichtlich und sozialgeschichtlich von Bedeutung, doppelte Blockstube, eingeschossig, Dachhecht, Satteldach, ohne Anbau, Türstock und Eingangsfenstergewände aus Naturstein, Fenster zum Teil noch erhalten | 09226767 |
|                                         | Wohnhaus (Umgebinde) | Waldstraße 9 (Karte)                            | 1. Hälfte 19. Jahrhundert                                                   | Eingeschossiges Doppelstubenhaus, baugeschichtlich und sozialgeschichtlich von Bedeutung, eingeschossig, gedoppelte Blockstube, Eingang verbrettert, mit Oberlicht, Giebel verbrettert, Dachhecht, Satteldach, ohne Anbau, Fenster zum Teil erneuert | 09226761 |
| Direkt Bild zu diesem Denkmal hochladen | Wohnhaus (Umgebinde) | Waldstraße 19 (Karte)                           | Ende 19. Jahrhundert                                                        | Eingeschossiges Doppelstubenhaus mit Drempel, typische Bauweise der späten örtlichen Umgebinde-Architektur, baugeschichtlich von Bedeutung, doppelte Blockstube, Eingang massiv, Drempelgeschoss und Giebel verschiefert, mittiger, breiter Dacherker, Dachhäuschen, Satteldach, Blitzableiter, Fenster erneuert | 09226785 |
| Direkt Bild zu diesem Denkmal hochladen | Wohnhaus (Umgebinde) mit Einfriedung | Weberstraße (Neugersdorf) 7 (Karte)             | Nach 1900                                                                   | Eingeschossiges Doppelstubenhaus mit Drempel, typische Bauweise der späten örtlichen Umgebinde-Architektur, baugeschichtlich von Bedeutung, eingeschossig, doppelte Blockstube, verkleidet, mit Drempel (verkleidet), Satteldach mit Überstand, Dachhäuschen über Eingang, zwei alte Blitzableiter, durch Anbauten untypisch verändert | 09274979 |
| Direkt Bild zu diesem Denkmal hochladen | Wohnhaus (Umgebinde) | Weberstraße (Neugersdorf) 11 (Karte)            | Um 1850                                                                     | Eingeschossiges Doppelstubenhaus, Beispiel regionaltypischer Umgebinde-Bauweise, baugeschichtlich und sozialgeschichtlich von Bedeutung, Umgebinde links 3, rechts 3/3 Joche, eingeschossig, Umgebinde und Blockstube verschalt | 09274980 |
| Direkt Bild zu diesem Denkmal hochladen | Wohnhaus (Umgebinde) | Weststraße 1 (Karte)                            | Um 1900                                                                     | Eingeschossiges Doppelstubenhaus mit Drempel, typische Bauweise der späten örtlichen Umgebinde-Architektur, baugeschichtlich von Bedeutung, Umgebinde rechts 3/4, links 3/3 Joche, eingeschossig, mit Drempel, Dachhaus über Eingang, Umgebinde und Blockstube verschalt, Veränderungen auf den Giebelseiten | 09274939 |
| Direkt Bild zu diesem Denkmal hochladen | Wohnhaus (Umgebinde) und Handschwengelpumpe | Weststraße 8 (Karte)                            | Ende 19. Jahrhundert                                                        | Eingeschossiges Doppelstubenhaus mit Drempel, typische Bauweise der späten örtlichen Umgebinde-Architektur, baugeschichtlich von Bedeutung, doppelte Blockstube, Drempel verschiefert, breiter mittiger Dacherker, Dachhäuschen, Krüppelwalmdach | 09226600 |
| Direkt Bild zu diesem Denkmal hochladen | Wohnhaus (Umgebinde) | Wiesenstraße (Neugersdorf) 4 (Karte)            | Mitte 19. Jahrhundert                                                       | Eingeschossiges Doppelstubenhaus, baugeschichtlich und sozialgeschichtlich von Bedeutung, doppelte Blockstube, Umgebindesäulen verziert, Steinimitation, Eingang massiv, langer Dachhecht, Frackdach, Anbau | 09226845 |
| Direkt Bild zu diesem Denkmal hochladen | Wohnhaus (Umgebinde) | Wiesenstraße (Neugersdorf) 5 (Karte)            | Um 1850                                                                     | Doppelstubenhaus, Obergeschoss Fachwerk, baugeschichtlich und straßenbildprägend von Bedeutung, doppelte Blockstube, Eingang massiv, Oberstock verschiefert, Dachhecht, Krüppelwalmdach, Fenster zum Teil erneuert | 09226841 |
| Direkt Bild zu diesem Denkmal hochladen | Wohnhaus (Umgebinde) | Wiesenstraße (Neugersdorf) 5a (Karte)           | Um 1850                                                                     | Eingeschossig, baugeschichtlich und sozialgeschichtlich von Bedeutung, Umgebinde und Blockstube verschalt, massiver Teil verändert, Hechtgaupe, Umgebinde farblich nicht im Denkmalsinne behandelt | 09274989 |
| Weitere Bilder                          | Wohnhaus (Umgebinde) | Wiesenstraße (Neugersdorf) 6 (Karte)            | Ende 19. Jahrhundert                                                        | Eingeschossiges Doppelstubenhaus mit Drempel, seltene Ausgestaltung des Fachwerks, typische Bauweise der späten örtlichen Umgebinde-Architektur, baugeschichtlich von Bedeutung, doppelte Blockstube, Eingang massiv, Drempelgeschoss mit ausgemauertem, gemusterten Fachwerk, breiter, mittiger Dacherker, Dachhäuschen, Satteldach, ohne Anbau, Holzzierelemente, Blitzableiter, Fenster erneuert | 09226722 |
| Direkt Bild zu diesem Denkmal hochladen | Wohnhaus (Umgebinde) | Wiesenstraße (Neugersdorf) 9 (Karte)            | Mitte 19. Jahrhundert                                                       | Eingeschossig, baugeschichtlich und regionalgeschichtlich von Bedeutung, Giebel verbrettert, Satteldach, verändert | 09226842 |
| Weitere Bilder                          | Wohnhaus (Umgebinde) | Wiesenstraße (Neugersdorf) 10 (Karte)           | Bezeichnet mit 1844 (Türstock), Teil jünger                                 | Eingeschossiges Doppelstubenhaus, Relikt der Holzbauweise im veränderten Umfeld, baugeschichtlich und sozialgeschichtlich von Bedeutung, Umgebinde rechts 3/3, links 3/6 Joche, rechts originales Umgebinde mit profilierten Ständern, eingeschossig, Krüppelwalmdach, Blockstubenfenster nicht im denkmalgerechten Sinn behandelt | 09274990 |
| Direkt Bild zu diesem Denkmal hochladen | Wohnhaus (Umgebinde) | Wiesenstraße (Neugersdorf) 11 (Karte)           | Bezeichnet mit 1837 (Türsturz)                                              | Doppelstubenhaus, Obergeschoss Fachwerk, baugeschichtlich von Bedeutung, doppelte Blockstube, balusterartige Umgebindesäulen, Eingang massiv, Oberstock Fachwerk, verkleidet, Fledermausgauben, Krüppelwalmdach, Fenster erneuert | 09226843 |
| Direkt Bild zu diesem Denkmal hochladen | Wohnhaus (Umgebinde) | Wiesenstraße (Neugersdorf) 17 (Karte)           | Bezeichnet mit 1846 (Türsturz)                                              | Doppelstubenhaus, Obergeschoss Fachwerk, baugeschichtlich von Bedeutung, doppelte Blockstube, Steinimitation, Eingang massiv, Oberstock Fachwerk verkleidet, Zahnschnitt an der Traufe, Krüppelwalmdach, Fenster erneuert, zum Teil verändert | 09226844 |
|                                         | Wohnhaus (Umgebinde) | Wiesenstraße (Neugersdorf) 30 (Karte)           | 2. Hälfte 19. Jahrhundert                                                   | Eingeschossiges Doppelstubenhaus, baugeschichtlich und sozialgeschichtlich von Bedeutung, eingeschossig, doppelte Blockstube, Türgewände aus Naturstein, Giebel verbrettert, Dachhecht, Krüppelwalmdach, ohne Anbau, Fenster erneuert | 09226709 |
|                                         | Wohnhaus (Umgebinde) | Wiesenstraße (Neugersdorf) 32 (Karte)           | Um 1900                                                                     | Eingeschossiges Doppelstubenhaus mit Drempel, typische Bauweise der späten örtlichen Umgebinde-Architektur, baugeschichtlich von Bedeutung, doppelte Blockstube, Eingang massiv, geschweifte Fensterbekleidungen, Fenster erneuert, Tür original, Drempelgeschoss verbrettert mit dekorativer Bogenleiste, breiter, mittiger Dacherker, weiter Dachüberstand, Satteldach, Holzzierelemente | 09226710 |
|                                         | Wohnhaus (Umgebinde) mit Anbau | Wiesenstraße (Neugersdorf) 33 (Karte)           | Um 1800                                                                     | Eingeschossiges Doppelstubenhaus, baugeschichtlich und sozialgeschichtlich von Bedeutung | 09226723 |
| Direkt Bild zu diesem Denkmal hochladen | Wohnhaus (Umgebinde) | Wiesenstraße (Neugersdorf) 35 (Karte)           | 1. Hälfte 19. Jahrhundert                                                   | Eingeschossig, trotz massiver Veränderung des Mauerteiles noch wichtiger Beitrag zum Straßenbild, baugeschichtlich und straßenbildprägend von Bedeutung, Giebel verschiefert, Umgebinde und Blockstube verschalt | 09274991 |
| Weitere Bilder                          | Wohnhaus (Umgebinde) ohne Anbau | Wiesenstraße (Neugersdorf) 41 (Karte)           | Ende 19. Jahrhundert                                                        | Eingeschossiges Doppelstubenhaus mit Drempel, typische Bauweise der späten örtlichen Umgebinde-Architektur, baugeschichtlich von Bedeutung, doppelte Blockstube, Drempelgeschoss verschiefert, breiter, mittiger Dacherker, Dachhäuschen, Satteldach, giebelförmige Fensterrahmen, Fenster zum Teil erneuert, Blitzableiter | 09226711 |
|                                         | Wohnhaus (Umgebinde) ohne Anbau | Wiesenstraße (Neugersdorf) 43 (Karte)           | Bezeichnet mit 1867 (Türstock), verändert um 1920                           | Eingeschossiges Doppelstubenhaus mit doppelstöckigem Dachhäuschen, baugeschichtlich und straßenbildprägend von Bedeutung, doppelte Blockstube, Türstock und Eingangsfenstergewände aus Naturstein, geschweifte Fensterbekleidungen, Fenster zum Teil erneuert, jüngeres doppelstöckiges Dachhäuschen (um 1920), Krüppelwalmdach | 09226712 |
|                                         | Wohnhaus (Umgebinde) | Wiesenstraße (Neugersdorf) 53 (Karte)           | Bezeichnet mit 1882, Kern älter                                             | Eingeschossiges Doppelstubenhaus, baugeschichtlich und sozialgeschichtlich von Bedeutung, doppelte Blockstube, eingeschossig, Eingang verbrettert, Giebel verschiefert (Sonnenmotiv), weiter Dachüberstand, abgeschlepptes Satteldach, alte Blitzableiter | 09226871 |
|                                         | Wohnhaus (Umgebinde) | Wiesenstraße (Neugersdorf) 55 (Karte)           | 1. Hälfte 19. Jahrhundert                                                   | Eingeschossiges Doppelstubenhaus, baugeschichtlich und sozialgeschichtlich von Bedeutung, eingeschossig, mit zum Teil vorgezogenem Dach, Giebel verschiefert, Umgebinde und Blockstube verschalt | 09274992 |
|                                         | Wohnhaus (Umgebinde) | Wiesenstraße (Neugersdorf) 57 (Karte)           | Um 1850                                                                     | Eingeschossig, baugeschichtlich und sozialgeschichtlich von Bedeutung, Umgebinde 3/3/1 Joche, Umgebinde und Blockstube verkleidet, Giebelverschieferung, Anbau im rechten Winkel, Hechtgaupe | 09274993 |
|                                         | Wohnhaus (Umgebinde) | Wiesenstraße (Neugersdorf) 61 (Karte)           | Um 1850                                                                     | Eingeschossig, baugeschichtlich und sozialgeschichtlich von Bedeutung, Umgebinde und Blockstube verschalt, Giebel verschiefert, Dach zum Teil vorgezogen, zwei alte Blitzableiter | 09274994 |
|                                         | Zum Thomasbitter; Gasthof (Umgebinde) und Seitengebäude | Wiesenstraße (Neugersdorf) 63 (Karte)           | Um 1850                                                                     | Baugeschichtlich und ortsgeschichtlich von Bedeutung, Gasthof: Umgebinde verschalt wie auch Blockstube, große Hechtgaupe, Obergeschoss Fachwerk verkleidet, Fenster Obergeschoss originale Größe, drei alte Blitzableiter | 09274995 |
| Direkt Bild zu diesem Denkmal hochladen | Wohnhaus (Umgebinde) | Wiesenstraße (Neugersdorf) 65 (Karte)           | 1. Hälfte 19. Jahrhundert                                                   | Eingeschossiges ehemaliges Doppelstubenhaus, baugeschichtlich und sozialgeschichtlich von Bedeutung, Umgebinde rechts 3/3 Joche, eingeschossig, Giebelverschieferung, einst doppelte Blockstube, Umgebinde verschalt, Hechtgaupe, Fenster Giebelseite vergrößert | 09274996 |
| Direkt Bild zu diesem Denkmal hochladen | Wohnhaus (Umgebinde) und Handschwengelpumpe | Wiesenstraße (Neugersdorf) 67 (Karte)           | 2. Hälfte 19. Jahrhundert                                                   | Eingeschossiges Doppelstubenhaus, baugeschichtlich und sozialgeschichtlich von Bedeutung, eingeschossig, doppelte Blockstube, Umgebinde auf der Traufseite verkleidet, Eingang massiv, Giebel verschiefert, Dachhäuschen, Satteldach, Fenster erneuert | 09226671 |
| Weitere Bilder                          | Wohnhaus (Umgebinde) | Wilhelm-Busch-Straße 1a (Karte)                 | Nach 1900                                                                   | Eingeschossiges Doppelstubenhaus mit Drempel, typische Bauweise der späten örtlichen Umgebinde-Architektur, baugeschichtlich von Bedeutung, eingeschossig, mit Drempel, zur Hauptansicht mit verschiefertem Giebel, doppelte Blockstube | 09274983 |
| Direkt Bild zu diesem Denkmal hochladen | Wohnhaus (Umgebinde) | Wilhelm-Lucke-Weg 3 (Karte)                     | Nach 1900                                                                   | Eingeschossiges Doppelstubenhaus mit Drempel, typische Bauweise der späten örtlichen Umgebinde-Architektur, baugeschichtlich von Bedeutung, eineinhalbgeschossig, Dachhäuschen über Eingang, doppelte Blockstube | 09274346 |
|                                         | Wohnhaus (Umgebinde) | Zillestraße 6 (Karte)                           | Mitte 19. Jahrhundert                                                       | Eingeschossiges Doppelstubenhaus, baugeschichtlich und sozialgeschichtlich von Bedeutung, doppelte Blockstube, Eingang verbrettert, eingeschossig, Giebel verschiefert, Dachhecht, Krüppelwalmdach, Fenster erneuert, Vordach | 09226781 |
|                                         | Wohnhaus (Umgebinde) | Zillestraße 7 (Karte)                           | Ende 19. Jahrhundert                                                        | Eingeschossiges Doppelstubenhaus mit Drempel, typische Bauweise der späten örtlichen Umgebinde-Architektur, baugeschichtlich und straßenbildprägend von Bedeutung, doppelte Blockstube, Eingang massiv, Drempelgeschoss verkleidet, Giebel verschiefert, mittiger, breiter Dacherker, Dachhäuschen, Satteldach, ohne Anbau, Fenster erneuert | 09226660 |
|                                         | Wohnhaus (Umgebinde) | Zillestraße 9 (Karte)                           | Ende 19. Jahrhundert                                                        | Eingeschossig mit Drempel, typische Bauweise der späten örtlichen Umgebinde-Architektur, baugeschichtlich von Bedeutung, Eingang mit Steinimitation, Drempelgeschoss verschiefert, Giebel verbrettert, mittiger breiter Dacherker, Satteldach, verändert, Fenster erneuert | 09226659 |
| Weitere Bilder                          | Postamt in Ecklage | Zittauer Straße (Neugersdorf) 2 (Karte)         | Ende 19. Jahrhundert                                                        | Historistischer Klinkerbau mit Sandsteinzierelementen, baugeschichtlich, ortsgeschichtlich und straßenbildprägend von Bedeutung, zweigeschossig, Klinker, Sandsteinzierelemente, Eckrustika, Freitreppe, Eckrisalit, Frontispiz | 09226850 |
| Weitere Bilder                          | Sparkassengebäude | Zittauer Straße (Neugersdorf) 4 (Karte)         | Ende 19. Jahrhundert                                                        | Historistische Fassade, baugeschichtlich und straßenbildprägend von Bedeutung, massiv, zweigeschossig, Sandstein, hohe rustizierte Sockelzone, Sichtmauerwerk, Frontispiz, Mansarddach | 09226851 |
| Direkt Bild zu diesem Denkmal hochladen | Wohnhaus | Zittauer Straße (Neugersdorf) 10 (Karte)        | Bezeichnet mit 1894 (Fassade)                                               | Klinkerbau mit zeittypischen Zierelementen, baugeschichtlich von Bedeutung, massiv, zweigeschossig, Frontispiz, Klinker, Sandstein- und Holzzierelemente, Walmdach, Dachgitter | 09226846 |
| Direkt Bild zu diesem Denkmal hochladen | Wohnhaus (Umgebinde) | Zittauer Straße (Neugersdorf) 18 (Karte)        | Um 1800                                                                     | Eingeschossig, baugeschichtlich und sozialgeschichtlich von Bedeutung, eingeschossig, Schleppgaube, Giebel mit alter Verbretterung, Umgebinde und Blockstube verschalt, Erdgeschoss im massiven Teil verändert | 09274981 |
| Direkt Bild zu diesem Denkmal hochladen | Mietshaus | Zittauer Straße (Neugersdorf) 35, 35a (Karte)   | Bezeichnet mit 1927 (Fassade)                                               | Zeittypischer Putzbau, baugeschichtlich von Bedeutung, massiv, zweigeschossig, Sandsteingewände, Fassade bezeichnet in Sandsteinrelief, Dachhäuschen, Rückseite mit breiten Dacherkern, Walmdach, prägnante Eckkonsolen mit Posthörnern, HSG Dresden | 09226879 |
| Direkt Bild zu diesem Denkmal hochladen | Wohnhaus (Umgebinde) | Zittauer Straße (Neugersdorf) 36 (Karte)        | 1. Hälfte 19. Jahrhundert                                                   | Eingeschossiges Doppelstubenhaus, trotz massiven Anbaus wichtiges Relikt der Holzbauweise, baugeschichtlich und sozialgeschichtlich von Bedeutung, eingeschossig, doppelte Blockstube, Umgebinde und Blockstube verschalt | 09274982 |

## Tabellenlegende
- Bild: Bild des Kulturdenkmals, ggf. zusätzlich mit einem Link zu weiteren Fotos des Kulturdenkmals im Medienarchiv Wikimedia Commons. Wenn man auf das Kamerasymbol klickt, können Fotos zu Kulturdenkmalen aus dieser Liste hochgeladen werden:
- Bezeichnung: Denkmalgeschützte Objekte und ggf. Bauwerksname des Kulturdenkmals
- Lage: Straßenname und Hausnummer oder Flurstücknummer des Kulturdenkmals. Die Grundsortierung der Liste erfolgt nach dieser Adresse. Der Link (Karte) führt zu verschiedenen Kartendiensten mit der Position des Kulturdenkmals. Fehlt dieser Link, wurden die Koordinaten noch nicht eingetragen. Sind diese bekannt, können sie über ein Tool mit einer Kartenansicht einfach nachgetragen werden. In dieser Kartenansicht sind Kulturdenkmale ohne Koordinaten mit einem roten bzw. orangen Marker dargestellt und können durch Verschieben auf die richtige Position in der Karte mit Koordinaten versehen werden. Kulturdenkmale ohne Bild sind an einem blauen bzw. roten Marker erkennbar.
- Datierung: Baubeginn, Fertigstellung, Datum der Erstnennung oder grobe zeitliche Einordnung entsprechend des Eintrags in der sächsischen Denkmaldatenbank
- Beschreibung: Kurzcharakteristik des Kulturdenkmals entsprechend des Eintrags in der sächsischen Denkmaldatenbank, ggf. ergänzt durch die dort nur selten veröffentlichten Erfassungstexte oder zusätzliche Informationen
- ID: Vom Landesamt für Denkmalpflege Sachsen vergebene, das Kulturdenkmal eindeutig identifizierende Objekt-Nummer. Der Link führt zum PDF-Denkmaldokument des Landesamtes für Denkmalpflege Sachsen. Bei ehemaligen Kulturdenkmalen können die Objektnummern unbekannt sein und deshalb fehlen bzw. die Links von aus der Datenbank entfernten Objektnummern ins Leere führen. Ein ggf. vorhandenes Icon  führt zu den Angaben des Kulturdenkmals bei Wikidata.